# گروه درهم‌نوازی
گروه درهم‌نوازی (انگلیسی: The Wrecking Crew) گروهی از موسیقی‌دانان مقطعی بودند که در میان سال‌های ۱۹۶۰ و ۱۹۷۰ میلادی مشارکت عمده‌ای در ساخت تعداد بسیار زیادی از موسیقی‌های مختلف داشتند. خاستگاه این گروه لس‌آنجلس ایالات متحده بود. این نوازندگان در دورهٔ خود معمولاً ناشناخته بودند اما احترام بسیار زیادی از جانب اهالی موسیقی نسبت به ایشان مراعات می‌شد. گروه درهم‌نوازی امروزه یکی از موفق‌ترین و پرکارترین گروه‌های ضبط موسیقی در تاریخ موسیقی نوین به حساب می‌آیند.